# Köteles Sámuel
Köteles Sámuel (Újtorda, 1770. január 30. – Nagyenyed, 1831. május 17.) filozófus, államtudós, a Magyar Tudós Társaság rendes tagja. A felvilágosodás korának neves, kantiánus alapokra helyezkedő erdélyi filozófusa volt, fontos szerepet játszott a magyar filozófiai szaknyelv megteremtésében.

## Életútja
1781-től a Nagyenyedi Református Kollégium diákja volt. 1788-ban a felsőbb osztályba lépett, ahol többek között Kováts József és Szentpáli Lőrinc tanítványa volt. 1796–1798-ban a Jénai Egyetemen folytatott teológiai, filozófiai, történettudományi és fizikai antropológiai tanulmányokat, ahol a filozófus Johann Gottlieb Fichte, a vallásbölcselő Carl Schmid, a teológus Heinrich Paulus és az anatómus-antropológus Justus Christian Loder előadásait is látogatta. 1798-ban hazatért és egy évig báró Daniel István özvegyének udvari lelkésze volt. 1799-től két évtizeden keresztül a marosvásárhelyi református kollégium államtudomány- és bölcsészettanára volt. 1818-ban a Nagyenyedi Református Kollégiumban a filozófia és az államismeret tanárává nevezték ki, 1830-tól haláláig az intézet rektora és nagyenyedi könyvcenzor is volt.

## Munkássága
Nagyenyedi, majd németországi tanulmányai során ismerkedett meg Immanuel Kant nézeteivel, s a kantiánus morálfilozófia híveként az erdélyi felvilágosodás nagy hatású alakjai között tartja számon az utókor. Gondolkodására további hatást gyakoroltak a szintén Königsbergben működő Wilhelm Traugott Krug logikai és metafizikai munkái. Bölcseleti írásai és könyvei jelentőségét nem eredetiségük adja azonban, hanem az a tény, hogy a hazai közönség művelését szem előtt tartva elsőként foglalta össze nemzeti nyelven a felvilágosodás filozófiai koncepcióit. Magyar nyelvű munkáival jelentősen hozzájárult a filozófia magyar terminológiájának megteremtéséhez, egyebek mellett olyan fogalmak bevezetése fűződik a nevéhez, mint a nembeli különbség (latin differentia specifica, napjainkban inkább fajképző különbség), a kölcsönös képzetek (conceptus reciproci) és az indítóok (motivum). Marosvásárhelyi, majd nagyenyedi tanárként generációkat részeltetett felvilágosult nézeteket tükröző, magyar nyelvű előadásaiban – tanítványa volt például Kemény Zsigmond is –, így tanári tevékenységével is nagyban hozzájárult Erdély szellemi életének megújhodásához.
Általános filozófiai áttekintésein túlmenően behatóan foglalkozott esztétikával, metafizikával, filozófiatörténettel, pedagógiával, államtudománnyal, természetjoggal, statisztikával és fizikai antropológiával. E témakörökben született munkái jobbára kéziratban maradtak.

## Társasági tagságai és elismerései
Az elsők között választották meg 1830-ban a Magyar Tudós Társaság rendes tagjává, de betegsége és hirtelen bekövetkező halála miatt a társaság munkájában nem vett részt.

## Főbb művei

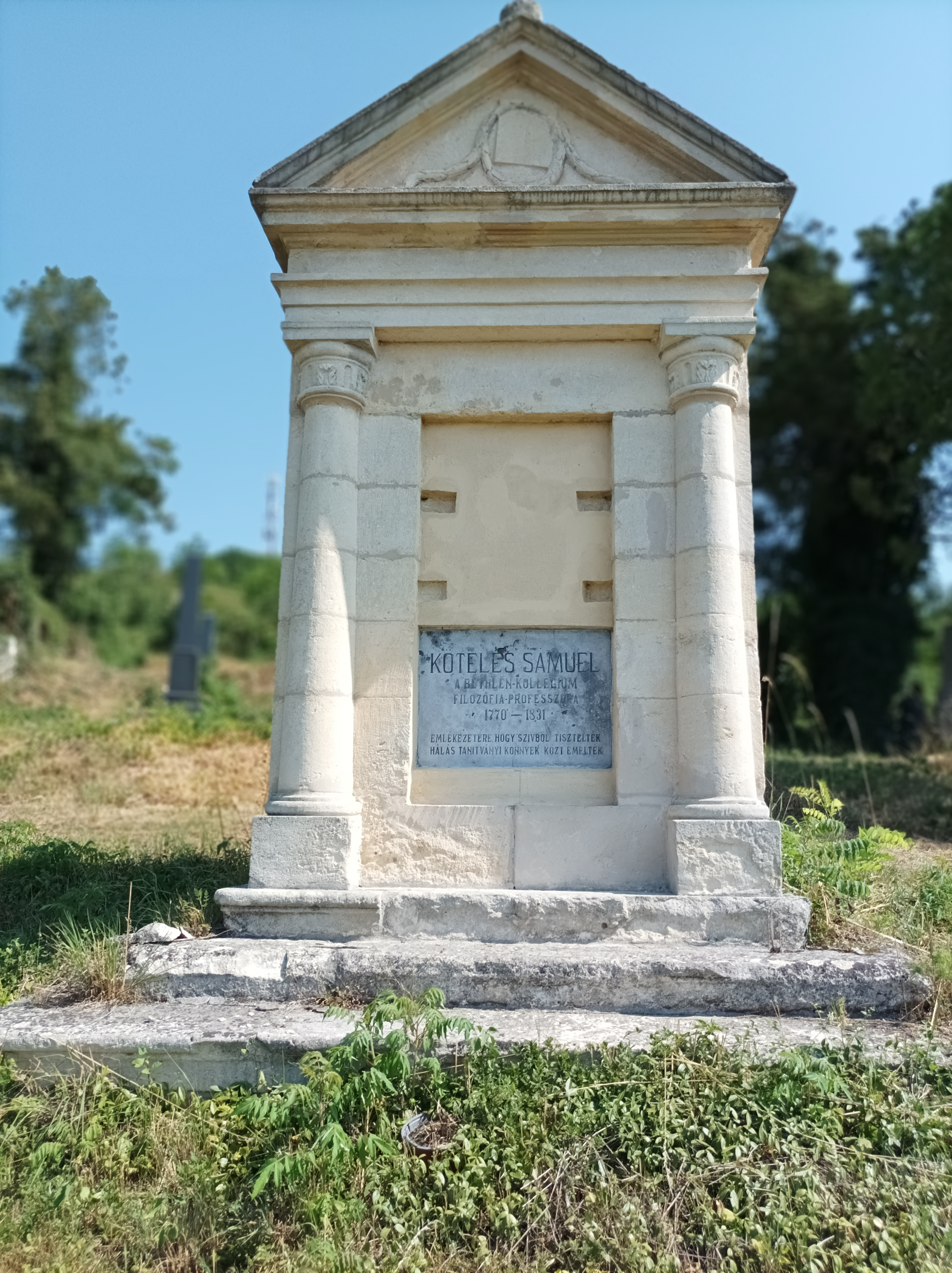
Síremléke a nagyenyedi református temetőben

- Közönséges logika, vagy az értelem’ tudományja. Marosvásárhely, 1808. 3. kiadás, Nagyenyed, 1830.
- A’ nagy embernek rajzolatja, egy halotti beszédben mellyet … Szentpáli Elek úrnak … emlékezetére írt Köteles Sámuel. Kolo’svár, Ref. Coll., 1814, 75 p.
- Az erkőltsi filo’sofiának eleji: Egy kézi könyv. Marosvásárhely, Réform. Kollégyom, 1817, 380 p.
- Gróf Bethlen Mária Lázár Józsefné felett beszéd és könyörgés. Marosvásárhely, 1817.
- A philosophia encyclopaediája. Nagyenyed, 1829.
- Philosophiai anthropologia. Buda, Magyar Tudós Társaság, 1839.

## További irodalom
- Bartók György: Köteles Sámuel élete és philosophiája. in: Athenaeum 1910–1911.
- Miskolczy Ambrus: Metternich a filozófus Köteles Sámuel ellen. in: Confessio 1981.
- Sz. Szabó László: Köteles Sámuel esztétikája. in: Erdélyi Tükör VII. 1995. 1. sz. 19–20.
- Hamza Gábor:  Emlékezés Köteles Sámuelre (1770–1831), a Magyar Tudományos Akadémia rendes tagjára. Magyar Tudományos Akadémia (Hozzáférés: 2018. szeptember 2.) arch